# Marjolein Beumer
Marjolein Beumer (27 de octubre de 1966 en Amstelveen, Países Bajos) es una actriz y guionista de cine y televisión. Es hermana de la reconocida actriz Famke Janssen (GoldenEye, X-Men, Búsqueda Implacable) y de la directora Antoinette Beumer. Está casada con el actor Rik Launspach.

## Filmografía

### Actriz
- Survival (1992) (TV) Jessica
- De Vlinder Tilt de kat op (1994) Linda
- JuJu (1996) Katrien
- Unit 13 Elly (2 episodios, 1996)
- Baantjer Helen de Winter / Marjolein Tazelaar (2 episodios, 1997/1999)
- Zebra (1998) Liesbeth
- De Geheime dienst (2000) Wilma van Hall
- De 9 dagen van de gier (2001) Ellen Vermeer
- Trauma 24/7 (2002) Astrid van der Linden
- Long Distance (2003/I) Moeder
- Wet & Waan Mieke (1 episodio, 2004)
- De Kroon (2004) Intérprete
- Bezet (2004)
- Grijpstra & de Gier Kristel Rilke (1 episodio, 2005)
- Moes ROC Maestra (2008)
- De storm Ministra (2009)
- Soof (2013)
- Flikken Maastricht Angelique Meertens (5 episodios, 2014)

### Guionista
- Sophie (2015)
- Rendez-vous (2015)
- Soof (2013)
- De Storm (2009)
- Moes (2008)
- Bezet (2004)